# (15026) Davidscott
(15026) Davidscott est un astéroïde de la ceinture principale.

## Description
(15026) Davidscott est un astéroïde de la ceinture principale. Il fut découvert le 14 octobre 1998 à la station Anderson Mesa par le programme LONEOS. Il présente une orbite caractérisée par un demi-grand axe de 2,60 UA, une excentricité de 0,17 et une inclinaison de 5,5° par rapport à l'écliptique.

## Compléments